# Lepisiota satpuraensis
Lepisiota satpuraensis (лат.) — вид мелких муравьёв рода Lepisiota из подсемейства Формицины.

## Распространение
Азия: Индия (штат Мадхья-Прадеш, на высоте 1004—1300 м).

## Описание
Длина рабочих особей около 3 мм. Окраска буровато-чёрная, блестящая (скапус усика и лапки светлее). Тело двухцветное; голова, мезосома и петиоль от темно-коричневого до красновато-коричневого, а сложные глаза и брюшко полностью чёрные. Lepisiota satpuraensis — уникальный вид фауны индийских Lepisiota со следующим сочетанием признаков: тело со сравнительно длинными полустоячими волосками опушения, многочисленными щетинками на теле, размером тела больше, чем у любого другого вида, зарегистрированного в Индии, с усиком, выступающим за задний край голова составляет около 1/3 её длины
Lepisiota satpuraensis отличается от ближайшего вида L. fergusoni строением петиоля, размерами и окраской тела. Lepisiota satpuraensis характеризуется отчётливым двояко-шиповатым петиолем, в то время как L. fergusoni не имеет отчётливых зубцов или шипов на петиоле. Lepisiota satpuraensis крупнее (длина головы 0,80–0,83, длина груди 0,78–0,82), чем L. fergusoni (длина головы 0,69–0,72, длина груди 0,65–0,66). У L. satpuraensis голова, мезосома и петиоль имеют цвет от темно-коричневого до красновато-коричневого, а брюшко полностью чёрное, тогда как у L. fergusoni голова красновато-коричневая, мезосома и петиоль красновато-жёлтые, а брюшко красновато-коричневое со светлым красновато-желтым пятном впереди на первом тергите. Усики состоят из 11 члеников; глаза хорошо развиты. Нижнечелюстные щупики 6-члениковые, губные щупики состоят из 4 сегментов (формула щупиков 6,4). Заднегрудь с парой проподеальных шипиков.

## Таксономия и этимология
Вид был впервые описан в 2022 году по типовым материалам из Индии. Видовой эпитет L. satpuraensis дан по горному хребту Сатпура (Satpura Hills) в Центральной Индии, к которому относится типовая местность.